# Olympische Sommerspiele 2012/Rudern
Bei den Olympischen Spielen 2012 wurden vom 28. Juli bis 4. August 2012 auf dem Dorney Lake nahe den Städten Windsor und Eton 14 Wettbewerbe im Rudern ausgetragen, sechs bei den Frauen und acht bei den Männern. Das Wettkampfprogramm war identisch zu dem in Peking 2008. Die olympischen Regatten wurden über eine Distanz von 2000 Metern ausgefahren.
Erfolgreichste Nation war Großbritannien, dessen Sportler vier Gold-, zwei Silber- und drei Bronzemedaillen gewannen. Dahinter folgte Neuseeland mit dreimal Gold und zweimal Bronze, sowie Deutschland mit zwei Goldmedaillen und einer Silbermedaille. Jeweils ein Olympiasieg gelang Sportlern aus Dänemark, Tschechien, den Vereinigten Staaten, Südafrika und der Ukraine.

## Wettbewerbe und Zeitplan

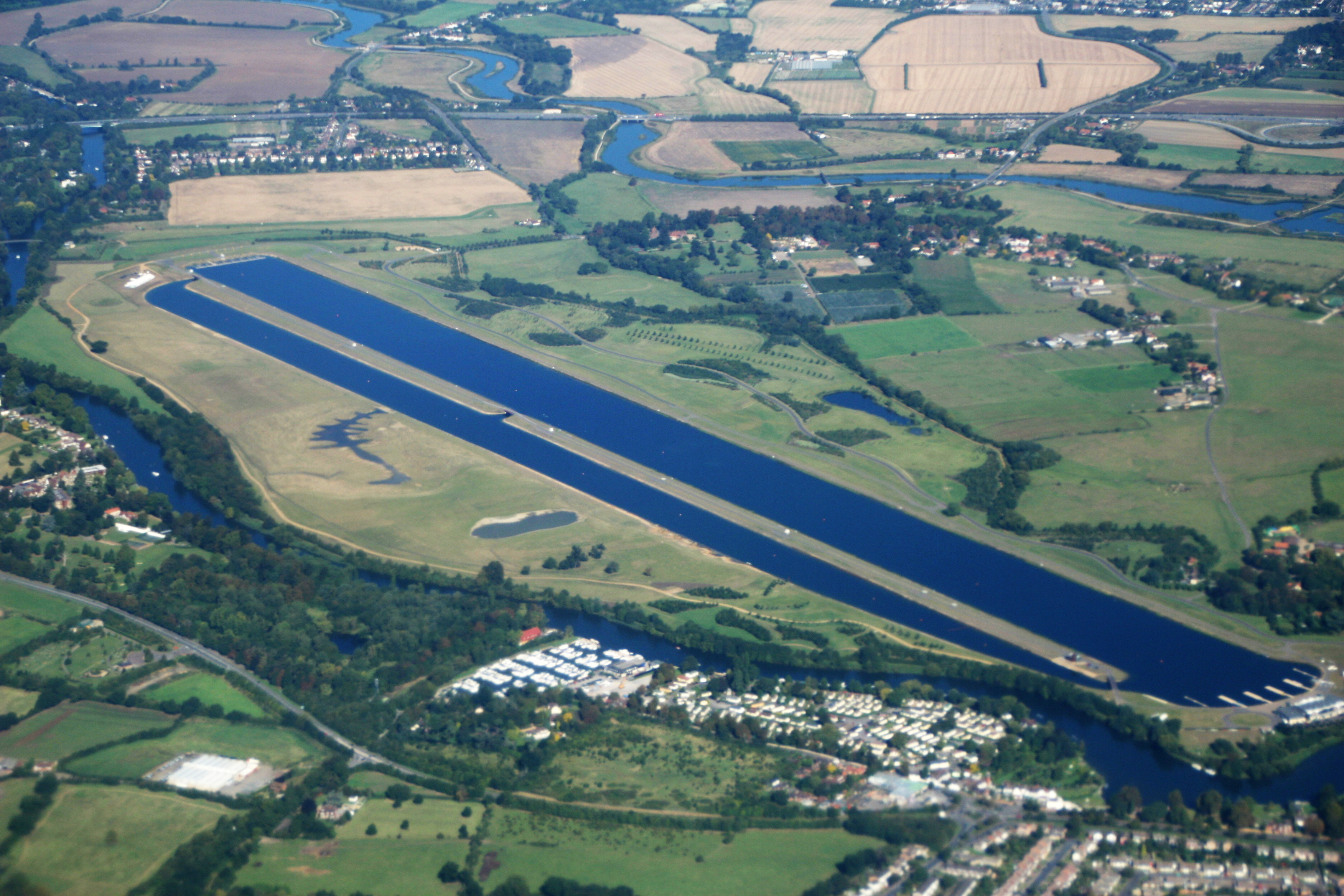
Auf dem Dorney Lake fanden die Ruderwettbewerbe statt.

| Wettbewerbe und Zeitplan Rudern       | Wettbewerbe und Zeitplan Rudern | Wettbewerbe und Zeitplan Rudern | Wettbewerbe und Zeitplan Rudern | Wettbewerbe und Zeitplan Rudern | Wettbewerbe und Zeitplan Rudern | Wettbewerbe und Zeitplan Rudern | Wettbewerbe und Zeitplan Rudern | Wettbewerbe und Zeitplan Rudern | Wettbewerbe und Zeitplan Rudern | Wettbewerbe und Zeitplan Rudern | Wettbewerbe und Zeitplan Rudern |
| Wettbewerbe                           | Kürzel                          | Boote                           | Athleten                        | Juli/August                     | Juli/August                     | Juli/August                     | Juli/August                     | Juli/August                     | Juli/August                     | Juli/August                     | Juli/August                     |
| Frauen                                |                                 |                                 |                                 | Sa., 28.                        | So., 29.                        | Mo., 30.                        | Di., 31.                        | Mi., 1.                         | Do., 2.                         | Fr., 3.                         | Sa., 4.                         |
| ------------------------------------- | ------------------------------- | ------------------------------- | ------------------------------- | ------------------------------- | ------------------------------- | ------------------------------- | ------------------------------- | ------------------------------- | ------------------------------- | ------------------------------- | ------------------------------- |
| Einer                                 | W1x                             | 28                              | 28                              | VL                              | HL                              |                                 | VF                              |                                 | HF                              |                                 |                                 |
| Zweier ohne Steuerfrau                | W2-                             | 10                              | 20                              | VL                              |                                 | HL                              |                                 |                                 |                                 |                                 |                                 |
| Doppelzweier                          | W2x                             | 10                              | 20                              |                                 |                                 | VL                              | HL                              |                                 |                                 |                                 |                                 |
| Doppelvierer                          | W4x                             | 8                               | 32                              | VL                              |                                 | HL                              |                                 |                                 |                                 |                                 |                                 |
| Achter                                | W8+                             | 7                               | 63                              |                                 | VL                              |                                 | HL                              |                                 |                                 |                                 |                                 |
| Leichtgewichts-Doppelzweier           | LW2x                            | 17                              | 34                              |                                 | VL                              |                                 | HL                              |                                 | HF                              |                                 |                                 |
| Männer                                |                                 |                                 |                                 | Sa., 28.                        | So., 29.                        | Mo., 30.                        | Di., 31.                        | Mi., 1.                         | Do., 2.                         | Fr., 3.                         | Sa., 4.                         |
| Einer                                 | M1x                             | 33                              | 33                              | VL                              | HL                              |                                 | VF                              | HF                              |                                 |                                 |                                 |
| Zweier ohne Steuermann                | M2-                             | 13                              | 26                              | VL                              |                                 | HL                              |                                 | HF                              |                                 |                                 |                                 |
| Doppelzweier                          | M2x                             | 13                              | 26                              | VL                              | HL                              |                                 | HF                              |                                 |                                 |                                 |                                 |
| Vierer ohne Steuermann                | M4-                             | 13                              | 52                              |                                 |                                 | VL                              | HL                              |                                 | HF                              |                                 |                                 |
| Doppelvierer                          | M4x                             | 13                              | 52                              | VL                              |                                 | HL                              |                                 | HF                              |                                 |                                 |                                 |
| Achter                                | M8+                             | 8                               | 72                              | VL                              |                                 | HL                              |                                 |                                 |                                 |                                 |                                 |
| Leichtgewichts-Doppelzweier           | LM2x                            | 20                              | 40                              |                                 | VL                              |                                 | HL                              |                                 | HF                              |                                 |                                 |
| Leichtgewichts-Vierer ohne Steuermann | LM4-                            | 13                              | 52                              | VL                              | HL                              |                                 | HF                              |                                 |                                 |                                 |                                 |

| VL | Vorlauf | HL | Hoffnungslauf | VF | Viertelfinale | HF | Halbfinale |  | Finale |

## Qualifikation

### Qualifikationskriterien
Insgesamt nahmen 550 Athleten an den Wettbewerben teil, 197 Frauen und 353 Männer. Zwei Quotenplätze waren dem Gastgeber vorbehalten, falls sich keine Boote des Gastgeberlandes regulär qualifiziert hätten. Vier weitere Quotenplätze vergab der Weltruderverband FISA nach Abschluss der Qualifikationsphase per Einladung. Jedes Land durfte bei entsprechender Qualifikation ein Boot in jeder Bootsklasse nominieren und somit maximal 20 Frauen bzw. 28 Männer einsetzen. Hauptqualifikationswettbewerb waren die Weltmeisterschaften 2011 in Bled.
Bei den Frauen erhielten die neun besten Einer, die acht besten Zweier, Doppelzweier und leichten Doppelzweier, die sieben besten Doppelvierer und die fünf besten Achter der Weltmeisterschaften Quotenplätze für die olympische Regatta. Weitere Quotenplätze wurden in kontinentalen Regatten an NOKs aus Afrika, Asien und Lateinamerika in den Bootsklassen Einer und Leichtgewichts-Doppelzweier vergeben. Abschließend wurden pro Bootsklasse zwei Quotenplätze (Doppelvierer nur ein Quotenplatz, Einer drei) in einer internationalen Qualifikationsregatta vergeben. Hier durften NOKs nur in den Bootsklassen teilnehmen, in denen sie noch keinen Quotenplatz erreichen konnten. Bei den Männern erhielten bei den Weltmeisterschaften die ersten elf Boote jeder Bootsklasse Quotenplätze für ihr NOK, nur beim Achter wurden nur sieben Quotenplätze vergeben. In kontinentalen Regatten für Afrika, Asien und Lateinamerika wurden dann weitere Quotenplätze in den Bootsklassen Einer und leichter Doppelzweier vergeben. Ähnlich wie bei der Qualifikation der Frauen wurden dann in einer internationalen Regatta nochmal je zwei Quotenplätze pro Bootsklasse (Achter nur einen Quotenplatz, Einer drei) vergeben.
Die Quotenplätze, die dem Gastgeber vorbehalten waren, wurden letztlich auch bei der abschließenden Qualifikationsregatta vergeben, so dass sich jeweils vier Einer ihr Startrecht sichern konnten.

### Qualifikationswettkämpfe mit Anzahl der Quotenplätze
| Übersicht Qualifikationswettkämpfe mit der Anzahl zu vergebener Bootsquotenplätze | Übersicht Qualifikationswettkämpfe mit der Anzahl zu vergebener Bootsquotenplätze | Übersicht Qualifikationswettkämpfe mit der Anzahl zu vergebener Bootsquotenplätze | Übersicht Qualifikationswettkämpfe mit der Anzahl zu vergebener Bootsquotenplätze | Übersicht Qualifikationswettkämpfe mit der Anzahl zu vergebener Bootsquotenplätze | Übersicht Qualifikationswettkämpfe mit der Anzahl zu vergebener Bootsquotenplätze | Übersicht Qualifikationswettkämpfe mit der Anzahl zu vergebener Bootsquotenplätze | Übersicht Qualifikationswettkämpfe mit der Anzahl zu vergebener Bootsquotenplätze | Übersicht Qualifikationswettkämpfe mit der Anzahl zu vergebener Bootsquotenplätze | Übersicht Qualifikationswettkämpfe mit der Anzahl zu vergebener Bootsquotenplätze | Übersicht Qualifikationswettkämpfe mit der Anzahl zu vergebener Bootsquotenplätze | Übersicht Qualifikationswettkämpfe mit der Anzahl zu vergebener Bootsquotenplätze | Übersicht Qualifikationswettkämpfe mit der Anzahl zu vergebener Bootsquotenplätze | Übersicht Qualifikationswettkämpfe mit der Anzahl zu vergebener Bootsquotenplätze | Übersicht Qualifikationswettkämpfe mit der Anzahl zu vergebener Bootsquotenplätze | Übersicht Qualifikationswettkämpfe mit der Anzahl zu vergebener Bootsquotenplätze | Übersicht Qualifikationswettkämpfe mit der Anzahl zu vergebener Bootsquotenplätze | Übersicht Qualifikationswettkämpfe mit der Anzahl zu vergebener Bootsquotenplätze | Übersicht Qualifikationswettkämpfe mit der Anzahl zu vergebener Bootsquotenplätze |
|                                                                                   |                                                                                   |                                                                                   | Frauen                                                                            | Frauen                                                                            | Frauen                                                                            | Frauen                                                                            | Frauen                                                                            | Frauen                                                                            | Männer                                                                            | Männer                                                                            | Männer                                                                            | Männer                                                                            | Männer                                                                            | Männer                                                                            | Männer                                                                            | Männer                                                                            |                                                                                   |                                                                                   |
| Wettkampf                                                                         | Austragungsort                                                                    | Datum                                                                             | W1x                                                                               | W2-                                                                               | W2x                                                                               | W4x                                                                               | W8+                                                                               | LW2x                                                                              | M1x                                                                               | M2-                                                                               | M2x                                                                               | M4-                                                                               | M4x                                                                               | M8+                                                                               | LM2x                                                                              | LM4-                                                                              | Boote Gesamt                                                                      | Athleten Gesamt                                                                   |
| --------------------------------------------------------------------------------- | --------------------------------------------------------------------------------- | --------------------------------------------------------------------------------- | --------------------------------------------------------------------------------- | --------------------------------------------------------------------------------- | --------------------------------------------------------------------------------- | --------------------------------------------------------------------------------- | --------------------------------------------------------------------------------- | --------------------------------------------------------------------------------- | --------------------------------------------------------------------------------- | --------------------------------------------------------------------------------- | --------------------------------------------------------------------------------- | --------------------------------------------------------------------------------- | --------------------------------------------------------------------------------- | --------------------------------------------------------------------------------- | --------------------------------------------------------------------------------- | --------------------------------------------------------------------------------- | --------------------------------------------------------------------------------- | --------------------------------------------------------------------------------- |
| Weltmeisterschaften                                                               | Bled                                                                              | 28. Aug.–4. Sep. 2011                                                             | 9                                                                                 | 8                                                                                 | 8                                                                                 | 7                                                                                 | 5                                                                                 | 8                                                                                 | 11                                                                                | 11                                                                                | 11                                                                                | 11                                                                                | 11                                                                                | 7                                                                                 | 11                                                                                | 11                                                                                | 129                                                                               | 402                                                                               |
| Afrikanische Qualifikation                                                        | Alexandria                                                                        | 1.–3. November 2011                                                               | 3                                                                                 | –                                                                                 | –                                                                                 | –                                                                                 | –                                                                                 | 1                                                                                 | 4                                                                                 | –                                                                                 | –                                                                                 | –                                                                                 | –                                                                                 | –                                                                                 | 1                                                                                 | –                                                                                 | 9                                                                                 | 11                                                                                |
| Lateinamerikanische Qualifikation                                                 | Buenos Aires                                                                      | 22.–25. März 2012                                                                 | 5                                                                                 | –                                                                                 | –                                                                                 | –                                                                                 | –                                                                                 | 3                                                                                 | 6                                                                                 | –                                                                                 | –                                                                                 | –                                                                                 | –                                                                                 | –                                                                                 | 3                                                                                 | –                                                                                 | 17                                                                                | 23                                                                                |
| Asiatische Qualifikation                                                          | Chungju                                                                           | 26.–29. April 2012                                                                | 5                                                                                 | –                                                                                 | –                                                                                 | –                                                                                 | –                                                                                 | 3                                                                                 | 6                                                                                 | –                                                                                 | –                                                                                 | –                                                                                 | –                                                                                 | –                                                                                 | 3                                                                                 | –                                                                                 | 17                                                                                | 23                                                                                |
| Internationale Qualifikation                                                      | Luzern                                                                            | 20.–23. Mai 2012                                                                  | 3                                                                                 | 2                                                                                 | 2                                                                                 | 1                                                                                 | 2                                                                                 | 2                                                                                 | 3                                                                                 | 2                                                                                 | 2                                                                                 | 2                                                                                 | 2                                                                                 | 1                                                                                 | 2                                                                                 | 2                                                                                 | 28                                                                                | 85                                                                                |
| Gesamt                                                                            | Gesamt                                                                            | Gesamt                                                                            | 25                                                                                | 10                                                                                | 10                                                                                | 8                                                                                 | 7                                                                                 | 17                                                                                | 30                                                                                | 13                                                                                | 13                                                                                | 13                                                                                | 13                                                                                | 8                                                                                 | 20                                                                                | 13                                                                                | 200                                                                               | 544                                                                               |

### Gewonnene Quotenplätze
| Gewonnene Bootsquotenplätze nach NOKs | Gewonnene Bootsquotenplätze nach NOKs | Gewonnene Bootsquotenplätze nach NOKs | Gewonnene Bootsquotenplätze nach NOKs | Gewonnene Bootsquotenplätze nach NOKs | Gewonnene Bootsquotenplätze nach NOKs | Gewonnene Bootsquotenplätze nach NOKs | Gewonnene Bootsquotenplätze nach NOKs | Gewonnene Bootsquotenplätze nach NOKs | Gewonnene Bootsquotenplätze nach NOKs | Gewonnene Bootsquotenplätze nach NOKs | Gewonnene Bootsquotenplätze nach NOKs | Gewonnene Bootsquotenplätze nach NOKs | Gewonnene Bootsquotenplätze nach NOKs | Gewonnene Bootsquotenplätze nach NOKs | Gewonnene Bootsquotenplätze nach NOKs | Gewonnene Bootsquotenplätze nach NOKs |
|                                       | Frauen                                | Frauen                                | Frauen                                | Frauen                                | Frauen                                | Frauen                                | Männer                                | Männer                                | Männer                                | Männer                                | Männer                                | Männer                                | Männer                                | Männer                                | Boote Gesamt                          | Athleten Gesamt                       |
| Wettbewerb                            | W1x                                   | W2-                                   | W2x                                   | W4x                                   | W8+                                   | LW2x                                  | M1x                                   | M2-                                   | M2x                                   | M4-                                   | M4x                                   | M8+                                   | LM2x                                  | LM4-                                  | Boote Gesamt                          | Athleten Gesamt                       |
| ------------------------------------- | ------------------------------------- | ------------------------------------- | ------------------------------------- | ------------------------------------- | ------------------------------------- | ------------------------------------- | ------------------------------------- | ------------------------------------- | ------------------------------------- | ------------------------------------- | ------------------------------------- | ------------------------------------- | ------------------------------------- | ------------------------------------- | ------------------------------------- | ------------------------------------- |
| Ägypten                               |                                       |                                       |                                       |                                       |                                       | X                                     | X                                     |                                       |                                       |                                       |                                       |                                       | X                                     |                                       | 3                                     | 5                                     |
| Algerien                              | X                                     |                                       |                                       |                                       |                                       |                                       |                                       |                                       |                                       |                                       |                                       |                                       |                                       |                                       | 1                                     | 1                                     |
| Argentinien                           | X                                     | X                                     |                                       |                                       |                                       | X                                     | X                                     |                                       | X                                     |                                       |                                       |                                       | X                                     |                                       | 6                                     | 10                                    |
| Aserbaidschan                         | X                                     |                                       |                                       |                                       |                                       |                                       | X                                     |                                       |                                       |                                       |                                       |                                       |                                       |                                       | 2                                     | 2                                     |
| Australien                            | X                                     | X                                     | X                                     | X                                     | X                                     | X                                     |                                       | X                                     | X                                     | X                                     | X                                     | X                                     | X                                     | X                                     | 13                                    | 46                                    |
| Belgien                               |                                       |                                       |                                       |                                       |                                       |                                       | X                                     |                                       |                                       |                                       |                                       |                                       |                                       |                                       | 1                                     | 1                                     |
| Brasilien                             | X                                     |                                       |                                       |                                       |                                       | X                                     | X                                     |                                       |                                       |                                       |                                       |                                       |                                       |                                       | 3                                     | 4                                     |
| Chile                                 |                                       |                                       |                                       |                                       |                                       |                                       | X                                     |                                       |                                       |                                       |                                       |                                       |                                       |                                       | 1                                     | 1                                     |
| China                                 | X                                     | X                                     | X                                     | X                                     |                                       | X                                     | X                                     |                                       |                                       |                                       |                                       |                                       | X                                     | X                                     | 8                                     | 18                                    |
| Dänemark                              | X                                     |                                       |                                       |                                       |                                       | X                                     | X                                     |                                       |                                       |                                       |                                       |                                       | X                                     | X                                     | 5                                     | 10                                    |
| Deutschland                           | X                                     | X                                     | X                                     | X                                     | X                                     | X                                     | X                                     | X                                     | X                                     | X                                     | X                                     | X                                     | X                                     | X                                     | 14                                    | 48                                    |
| El Salvador                           | X                                     |                                       |                                       |                                       |                                       |                                       | X                                     |                                       |                                       |                                       |                                       |                                       |                                       |                                       | 2                                     | 2                                     |
| Estland                               |                                       |                                       |                                       |                                       |                                       |                                       |                                       |                                       | X                                     |                                       | X                                     |                                       |                                       |                                       | 2                                     | 6                                     |
| Frankreich                            |                                       |                                       |                                       |                                       |                                       |                                       |                                       | X                                     | X                                     |                                       | X                                     |                                       | X                                     | X                                     | 5                                     | 14                                    |
| Griechenland                          |                                       |                                       |                                       |                                       |                                       | X                                     |                                       | X                                     |                                       | X                                     |                                       |                                       | X                                     |                                       | 4                                     | 10                                    |
| Großbritannien                        |                                       | X                                     | X                                     | X                                     | X                                     | X                                     | X                                     | X                                     | X                                     | X                                     | X                                     | X                                     | X                                     | X                                     | 13                                    | 47                                    |
| Hongkong                              |                                       |                                       |                                       |                                       |                                       |                                       | X                                     |                                       |                                       |                                       |                                       |                                       | X                                     |                                       | 2                                     | 3                                     |
| Indien                                |                                       |                                       |                                       |                                       |                                       |                                       | X                                     |                                       |                                       |                                       |                                       |                                       | X                                     |                                       | 2                                     | 3                                     |
| Iran                                  | X                                     |                                       |                                       |                                       |                                       |                                       | X                                     |                                       |                                       |                                       |                                       |                                       |                                       |                                       | 2                                     | 2                                     |
| Irland                                | X                                     |                                       |                                       |                                       |                                       |                                       |                                       |                                       |                                       |                                       |                                       |                                       |                                       |                                       | 1                                     | 1                                     |
| Italien                               |                                       | X                                     |                                       |                                       |                                       |                                       |                                       | X                                     | X                                     | X                                     | X                                     |                                       | X                                     | X                                     | 7                                     | 20                                    |
| Japan                                 | X                                     |                                       |                                       |                                       |                                       | X                                     |                                       |                                       |                                       |                                       |                                       |                                       | X                                     |                                       | 3                                     | 5                                     |
| Kamerun                               |                                       |                                       |                                       |                                       |                                       |                                       | X                                     |                                       |                                       |                                       |                                       |                                       |                                       |                                       | 1                                     | 1                                     |
| Kanada                                |                                       |                                       |                                       |                                       | X                                     | X                                     |                                       | X                                     | X                                     | X                                     |                                       | X                                     | X                                     |                                       | 7                                     | 30                                    |
| Kasachstan                            | X                                     |                                       |                                       |                                       |                                       |                                       | X                                     |                                       |                                       |                                       |                                       |                                       |                                       |                                       | 2                                     | 2                                     |
| Kroatien                              |                                       |                                       |                                       |                                       |                                       |                                       | X                                     |                                       |                                       |                                       | X                                     |                                       |                                       |                                       | 2                                     | 5                                     |
| Kuba                                  | X                                     |                                       |                                       |                                       |                                       | X                                     | X                                     |                                       |                                       |                                       |                                       |                                       | X                                     |                                       | 4                                     | 6                                     |
| Litauen                               | X                                     |                                       |                                       |                                       |                                       |                                       | X                                     |                                       | X                                     |                                       |                                       |                                       |                                       |                                       | 3                                     | 4                                     |
| Mexiko                                | X                                     |                                       |                                       |                                       |                                       |                                       | X                                     |                                       |                                       |                                       |                                       |                                       |                                       |                                       | 2                                     | 2                                     |
| Monaco                                |                                       |                                       |                                       |                                       |                                       |                                       | X                                     |                                       |                                       |                                       |                                       |                                       |                                       |                                       | 1                                     | 1                                     |
| Myanmar                               | X                                     |                                       |                                       |                                       |                                       |                                       |                                       |                                       |                                       |                                       |                                       |                                       |                                       |                                       | 1                                     | 1                                     |
| Neuseeland                            | X                                     | X                                     | X                                     | X                                     |                                       | X                                     | X                                     | X                                     | X                                     | X                                     | X                                     |                                       | X                                     |                                       | 11                                    | 26                                    |
| Niederlande                           |                                       |                                       | X                                     |                                       | X                                     | X                                     |                                       | X                                     |                                       | X                                     |                                       | X                                     |                                       | X                                     | 7                                     | 32                                    |
| Niger                                 |                                       |                                       |                                       |                                       |                                       |                                       | X                                     |                                       |                                       |                                       |                                       |                                       |                                       |                                       | 1                                     | 1                                     |
| Norwegen                              |                                       |                                       |                                       |                                       |                                       |                                       | X                                     |                                       | X                                     |                                       |                                       |                                       | X                                     |                                       | 3                                     | 5                                     |
| Paraguay                              | X                                     |                                       |                                       |                                       |                                       |                                       |                                       |                                       |                                       |                                       |                                       |                                       |                                       |                                       | 1                                     | 1                                     |
| Peru                                  |                                       |                                       |                                       |                                       |                                       |                                       | X                                     |                                       |                                       |                                       |                                       |                                       |                                       |                                       | 1                                     | 1                                     |
| Polen                                 |                                       |                                       | X                                     | X                                     |                                       |                                       | X                                     | X                                     |                                       |                                       | X                                     | X                                     |                                       | X                                     | 7                                     | 26                                    |
| Portugal                              |                                       |                                       |                                       |                                       |                                       |                                       |                                       |                                       |                                       |                                       |                                       |                                       | X                                     |                                       | 1                                     | 2                                     |
| Republik China                        |                                       |                                       |                                       |                                       |                                       |                                       | X                                     |                                       |                                       |                                       |                                       |                                       |                                       |                                       | 1                                     | 1                                     |
| Rumänien                              |                                       | X                                     |                                       |                                       | X                                     |                                       |                                       |                                       |                                       | X                                     |                                       |                                       |                                       |                                       | 3                                     | 15                                    |
| Russland                              | X                                     |                                       |                                       |                                       |                                       |                                       |                                       |                                       |                                       |                                       | X                                     |                                       |                                       |                                       | 2                                     | 5                                     |
| Schweden                              | X                                     |                                       |                                       |                                       |                                       |                                       | X                                     |                                       |                                       |                                       |                                       |                                       |                                       |                                       | 2                                     | 2                                     |
| Schweiz                               |                                       |                                       |                                       |                                       |                                       |                                       |                                       |                                       |                                       |                                       | X                                     |                                       |                                       | X                                     | 2                                     | 8                                     |
| Serbien                               |                                       |                                       |                                       |                                       |                                       |                                       |                                       | X                                     |                                       | X                                     |                                       |                                       |                                       |                                       | 2                                     | 6                                     |
| Simbabwe                              | X                                     |                                       |                                       |                                       |                                       |                                       | X                                     |                                       |                                       |                                       |                                       |                                       |                                       |                                       | 2                                     | 2                                     |
| Slowenien                             |                                       |                                       |                                       |                                       |                                       |                                       |                                       |                                       | X                                     |                                       |                                       |                                       |                                       |                                       | 1                                     | 2                                     |
| Südafrika                             |                                       | X                                     |                                       |                                       |                                       |                                       |                                       |                                       |                                       |                                       |                                       |                                       |                                       | X                                     | 2                                     | 6                                     |
| Südkorea                              | X                                     |                                       |                                       |                                       |                                       | X                                     | X                                     |                                       |                                       |                                       |                                       |                                       |                                       |                                       | 3                                     | 4                                     |
| Thailand                              | X                                     |                                       |                                       |                                       |                                       |                                       |                                       |                                       |                                       |                                       |                                       |                                       |                                       |                                       | 1                                     | 1                                     |
| Tschechien                            | X                                     |                                       | X                                     |                                       |                                       |                                       | X                                     |                                       |                                       | X                                     |                                       |                                       |                                       | X                                     | 5                                     | 12                                    |
| Tunesien                              | X                                     |                                       |                                       |                                       |                                       |                                       | X                                     |                                       |                                       |                                       |                                       |                                       |                                       |                                       | 2                                     | 2                                     |
| Ukraine                               |                                       |                                       | X                                     | X                                     |                                       |                                       |                                       |                                       | X                                     |                                       | X                                     | X                                     |                                       |                                       | 5                                     | 21                                    |
| Ungarn                                |                                       |                                       |                                       |                                       |                                       |                                       |                                       | X                                     |                                       |                                       |                                       |                                       | X                                     |                                       | 2                                     | 4                                     |
| Uruguay                               |                                       |                                       |                                       |                                       |                                       |                                       |                                       |                                       |                                       |                                       |                                       |                                       | X                                     |                                       | 1                                     | 2                                     |
| USA                                   | X                                     | X                                     | X                                     | X                                     | X                                     | X                                     | X                                     | X                                     |                                       | X                                     | X                                     | X                                     |                                       | X                                     | 12                                    | 44                                    |
| Vietnam                               |                                       |                                       |                                       |                                       |                                       | X                                     |                                       |                                       |                                       |                                       |                                       |                                       |                                       |                                       | 1                                     | 2                                     |
| Weißrussland                          | X                                     |                                       |                                       |                                       |                                       |                                       |                                       |                                       |                                       | X                                     |                                       |                                       |                                       |                                       | 2                                     | 5                                     |
| Quotenplätze Gesamt                   | 28                                    | 10                                    | 10                                    | 8                                     | 7                                     | 17                                    | 33                                    | 13                                    | 13                                    | 13                                    | 13                                    | 8                                     | 20                                    | 13                                    | 202                                   | 549                                   |

Die FISA vergab im Mai 2012 vier Quotenplätze per Einladung. Für den Einer der Frauen wurde Paraguay und Myanmar, für den Einer der Männer Monaco und Niger ausgewählt.

## Olympische Ruderregatta
- Es werden jeweils die ersten acht Plätze aufgeführt, da diese ein olympisches Diplom erhalten haben
- Das A-Finale war jeweils mit sechs Booten belegt, weshalb die Plätze 7 und 8 aus dem B-Finale stammen. Diese sind mit einem (B) bezeichnet.

### Männer

#### Einer
| Platz | Land | Sportler               | Zeit (min)  |
| ----- | ---- | ---------------------- | ----------- |
| 1     | NZL  | Mahé Drysdale          | 6.57,82     |
| 2     | CZE  | Ondřej Synek           | 6:59,37     |
| 3     | GBR  | Alan Campbell          | 7:03,28     |
| 4     | SWE  | Lassi Karonen          | 7:04,04     |
| 5     | AZE  | Aleksandar Aleksandrov | 7:09,42     |
| 6     | GER  | Marcel Hacker          | 7:10,21     |
| 7     | CUB  | Ángel Fournier         | 7:11,17 (B) |
| 8     | LTU  | Mindaugas Griškonis    | 7:15,32 (B) |

Finale: 3. August 2012, 9:30 Uhr

#### Zweier ohne Steuermann
| Platz | Land | Sportler                           | Zeit (min)  |
| ----- | ---- | ---------------------------------- | ----------- |
| 1     | NZL  | Eric Murray Hamish Bond            | 6:16,65     |
| 2     | FRA  | Germain Chardin Dorian Mortelette  | 6:21,11     |
| 3     | GBR  | George Nash William Satch          | 6:21,77     |
| 4     | ITA  | Niccolò Mornati Lorenzo Carboncini | 6:26,17     |
| 5     | AUS  | Brodie Buckland James Marburg      | 6:29,28     |
| 6     | CAN  | David Calder Scott Frandsen        | 6:30,49     |
| 7     | GER  | Anton Braun Felix Drahotta         | 6:49,93 (B) |
| 8     | USA  | Thomas Peszek Silas Stafford       | 6:53,30 (B) |

Finale: 3. August 2012, 10:20 Uhr

#### Doppelzweier
| Platz | Land | Sportler                           | Zeit (min)  |
| ----- | ---- | ---------------------------------- | ----------- |
| 1     | NZL  | Nathan Cohen Joseph Sullivan       | 6:31,67     |
| 2     | ITA  | Alessio Sartori Romano Battisti    | 6:32,80     |
| 3     | SLO  | Luka Špik Iztok Čop                | 6:34,35     |
| 4     | ARG  | Ariel Suárez Cristian Rosso        | 6:36,36     |
| 5     | GBR  | Bill Lucas Sam Townsend            | 6:40,54     |
| 6     | LTU  | Rolandas Maščinskas Saulius Ritter | 6:42,69     |
| 7     | NOR  | Nils Jakob Hoff Kjetil Borch       | 6:20,82 (B) |
| 8     | AUS  | David Crawshay Scott Brennan       | 6:22,19 (B) |

Finale: 2. August 2012, 9:50 Uhr
Der deutsche Männer-Doppelzweier mit Eric Knittel und Stephan Krüger erreichte den 9. Platz.

#### Vierer ohne Steuermann
| Platz | Land | Sportler                                                                       | Zeit (min)  |
| ----- | ---- | ------------------------------------------------------------------------------ | ----------- |
| 1     | GBR  | Alex Gregory Peter Reed Tom James Andrew Triggs Hodge                          | 6:03,97     |
| 2     | AUS  | William Lockwood James Chapman Drew Ginn Joshua Dunkley-Smith                  | 6:05,19     |
| 3     | USA  | Glenn Ochal Henrik Rummel Charles „Charlie“ Cole Scott Gault                   | 6:07,20     |
| 4     | GRE  | Stergios Papachristos Giannis Tsilis Georgios Tziallas Ioannis Christou        | 6:11,43     |
| 5     | NED  | Kaj Hendriks Boaz Meylink Ruben Knab Mechiel Versluis                          | 6:14,78     |
| 6     | GER  | Gregor Hauffe Toni Seifert Urs Käufer Sebastian Schmidt                        | 6:16,37     |
| 7     | BLR  | Wadsim Ljalin Dsjanis Mihal Stanislau Schtscharbatschenja Alexander Kosubowski | 6:09,31 (B) |
| 8     | ITA  | Simone Venier Mario Paonessa Luca Agamennoni Vincenzo Capelli                  | 6:09,42 (B) |

Finale: 4. August 2012, 10:30 Uhr

#### Doppelvierer

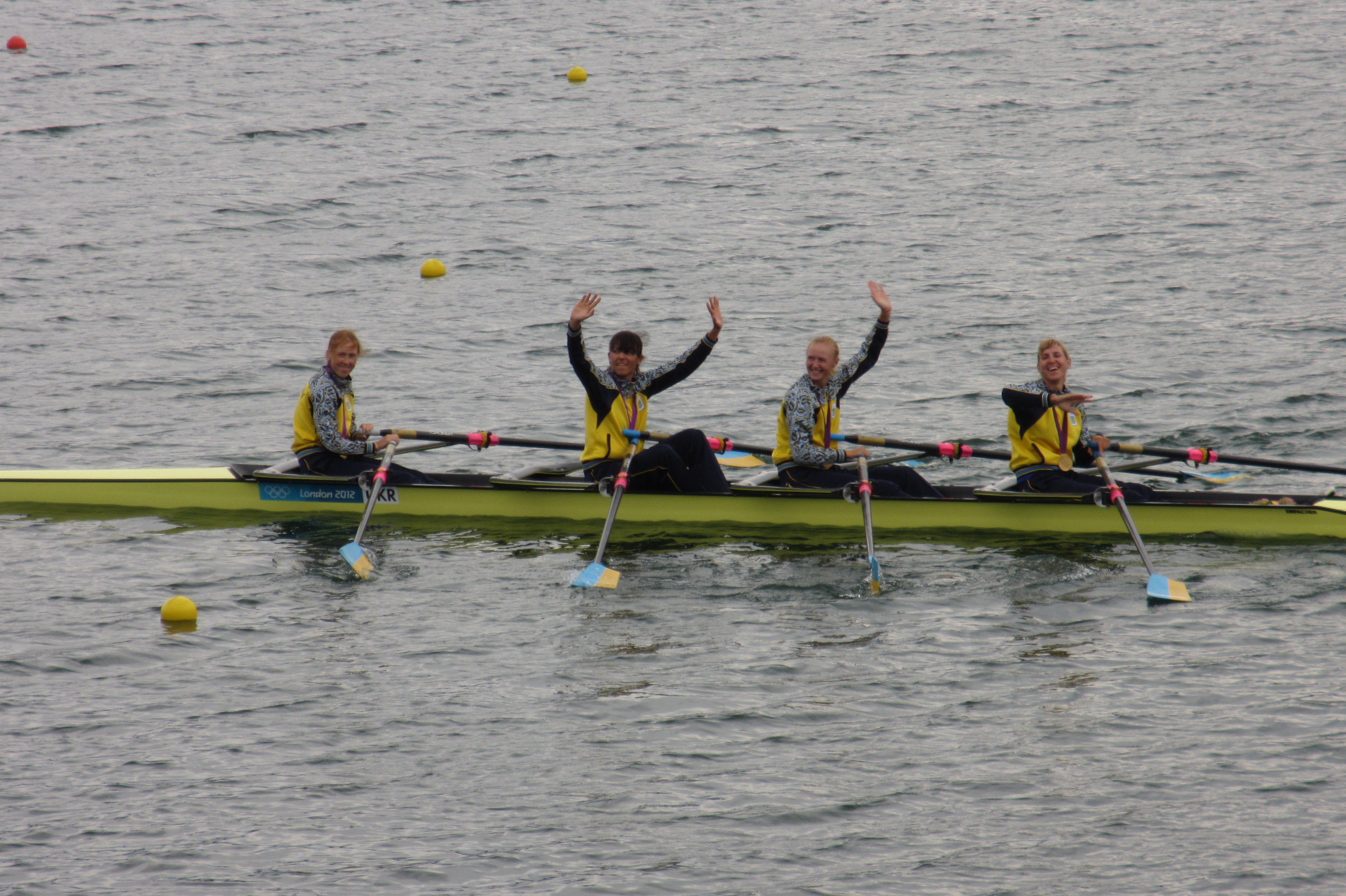
Der ukrainische Doppelvierer

| Platz | Land | Sportler                                                             | Zeit (min)  |
| ----- | ---- | -------------------------------------------------------------------- | ----------- |
| 1     | GER  | Karl Schulze Philipp Wende Lauritz Schoof Tim Grohmann               | 5:42,48     |
| 2     | CRO  | David Šain Martin Sinković Damir Martin Valent Sinković              | 5:44,78     |
| 3     | AUS  | Karsten Forsterling James McRae Christopher Morgan Daniel Noonan     | 5:45,22     |
| 4     | EST  | Kaspar Taimsoo Tõnu Endrekson Allar Raja Andrei Jämsä                | 5:46,96     |
| 5     | GBR  | Charles Cousins Stephen Rowbotham Tom Solesbury Matthew Wells        | 5:49,19     |
| 6     | POL  | Adam Korol Marek Kolbowicz Michał Jeliński Konrad Wasielewski        | 5:51,74     |
| 7     | NZL  | John Storey Michael Arms Matthew Trott Robert Manson                 | 5:58,88 (B) |
| 8     | RUS  | Wladislaw Rjabzew Alexei Swirin Nikita Morgatschow Sergei Fedorowzew | 5:59,17 (B) |

Finale: 3. August 2012, 10:10 Uhr

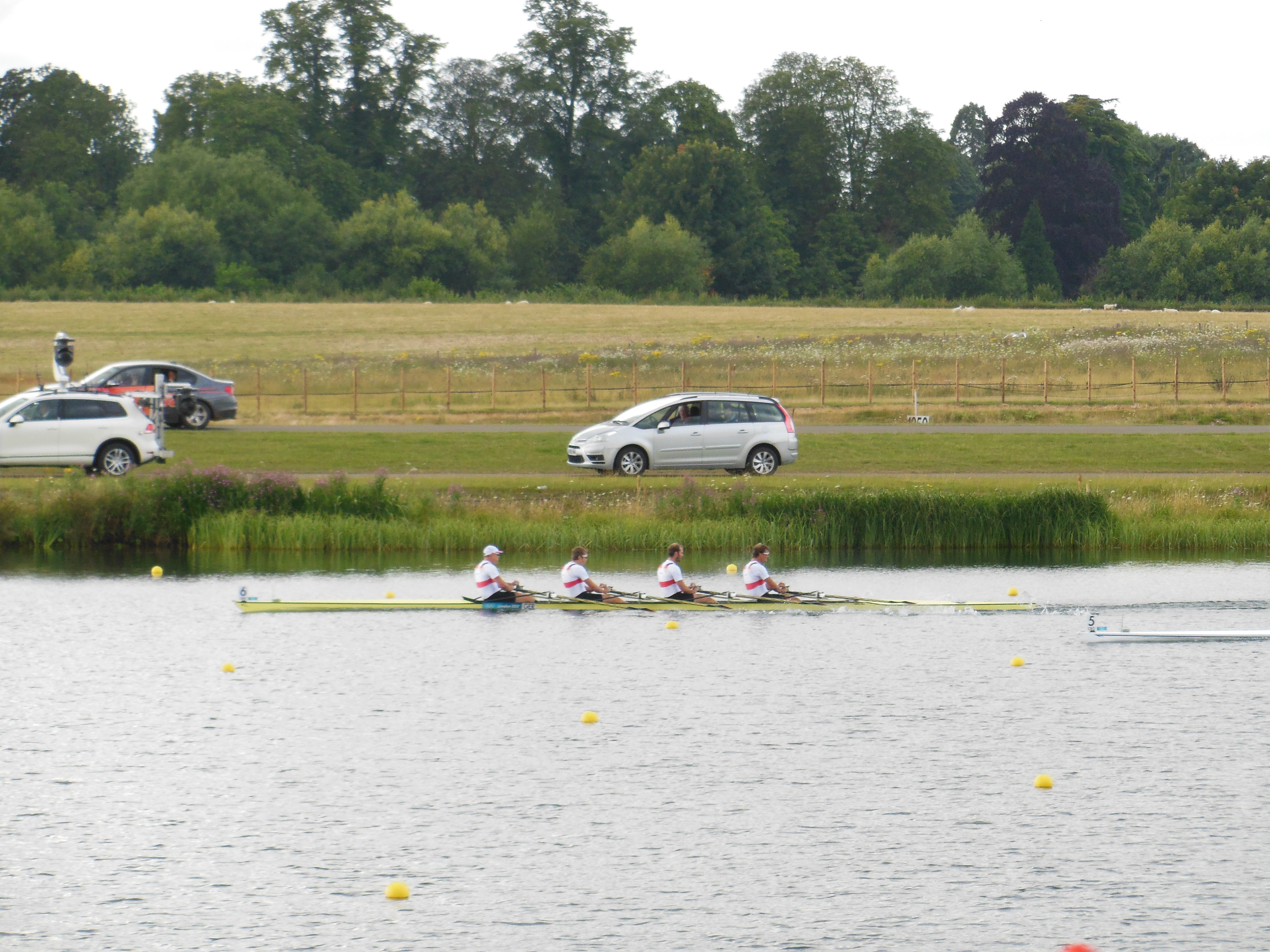
Der siegreiche deutsche Vierer

Der Schweizer Männer-Doppelvierer mit Florian Stofer, Nico Stahlberg, André Vonarburg und Augustin Maillefer erreichte den 12. Platz.

#### Achter

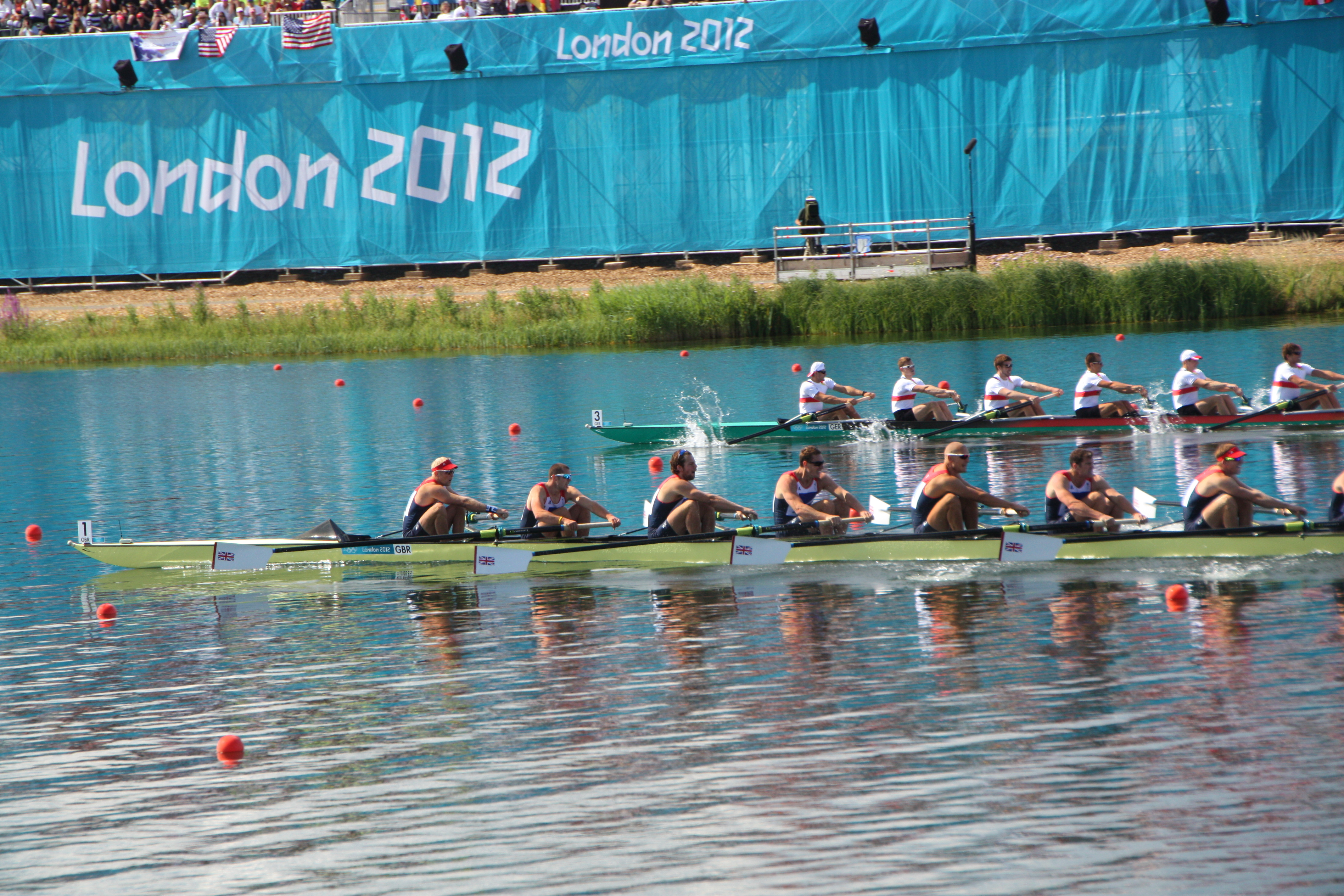
Der siegreiche Deutschland-Achter (Startnummer 3), vor dem Achter Großbritanniens (Startnummer 1)

| Platz | Land | Sportler | Zeit (min)  |
| ----- | ---- | --- | ----------- |
| 1     | GER  | Filip Adamski Andreas Kuffner Eric Johannesen Maximilian Reinelt Richard Schmidt Lukas Müller Florian Mennigen Kristof Wilke Martin Sauer (Stm.)           | 5:48,75     |
| 2     | CAN  | Gabriel Bergen Douglas Csima Rob Gibson Conlin McCabe Malcolm Howard Andrew Byrnes Jeremiah Brown Will Crothers Brian Price (Stm.)                         | 5:49,98     |
| 3     | GBR  | Alex Partridge James Foad Tom Ransley Richard Egington Mohamed Sbihi Gregory Searle Matt Langridge Constantine Louloudis Phelan Hill (Stm.)                | 5:51,18     |
| 4     | USA  | David Banks Grant James Ross James William Miller Giuseppe Lanzone Stephen Kasprzyk Jacob Cornelius Brett Newlin Zachary Vlahos (Stm.)                     | 5:51,48     |
| 5     | NLD  | Sjoerd Hamburger Diederik Simon Rogier Blink Matthijs Vellenga Roel Braas Jozef Klaassen Olivier Siegelaar Mitchel Steenman Peter Wiersum (Stm.)           | 5:51,72     |
| 6     | AUS  | Matt Ryan Francis Hegerty Cameron McKenzie-McHarg Bryn Coudraye Thomas Swann Joshua Booth Samuel Loch Nicholas Purnell Tobias Lister (Stm.)                | 5:51,87     |
| 7     | POL  | Marcin Brzeziński Piotr Juszczak Mikołaj Burda Piotr Hojka Zbigniew Schodowski Michał Szpakowski Krystian Aranowski Rafał Hejmej Daniel Trojanowski (Stm.) | 5:57,67 (B) |
| 8     | UKR  | Anton Choljasnykow Wiktor Hrebennykow Iwan Tymko Artem Moros Andrij Pryweda Walentin Klezkoi Oleh Lykow Serhij Tschykanow Olexander Konowaljuk (Stm.)      | 6:07,33 (B) |

Finale: 1. August 2012, 10:30 Uhr

#### Leichtgewichts-Doppelzweier

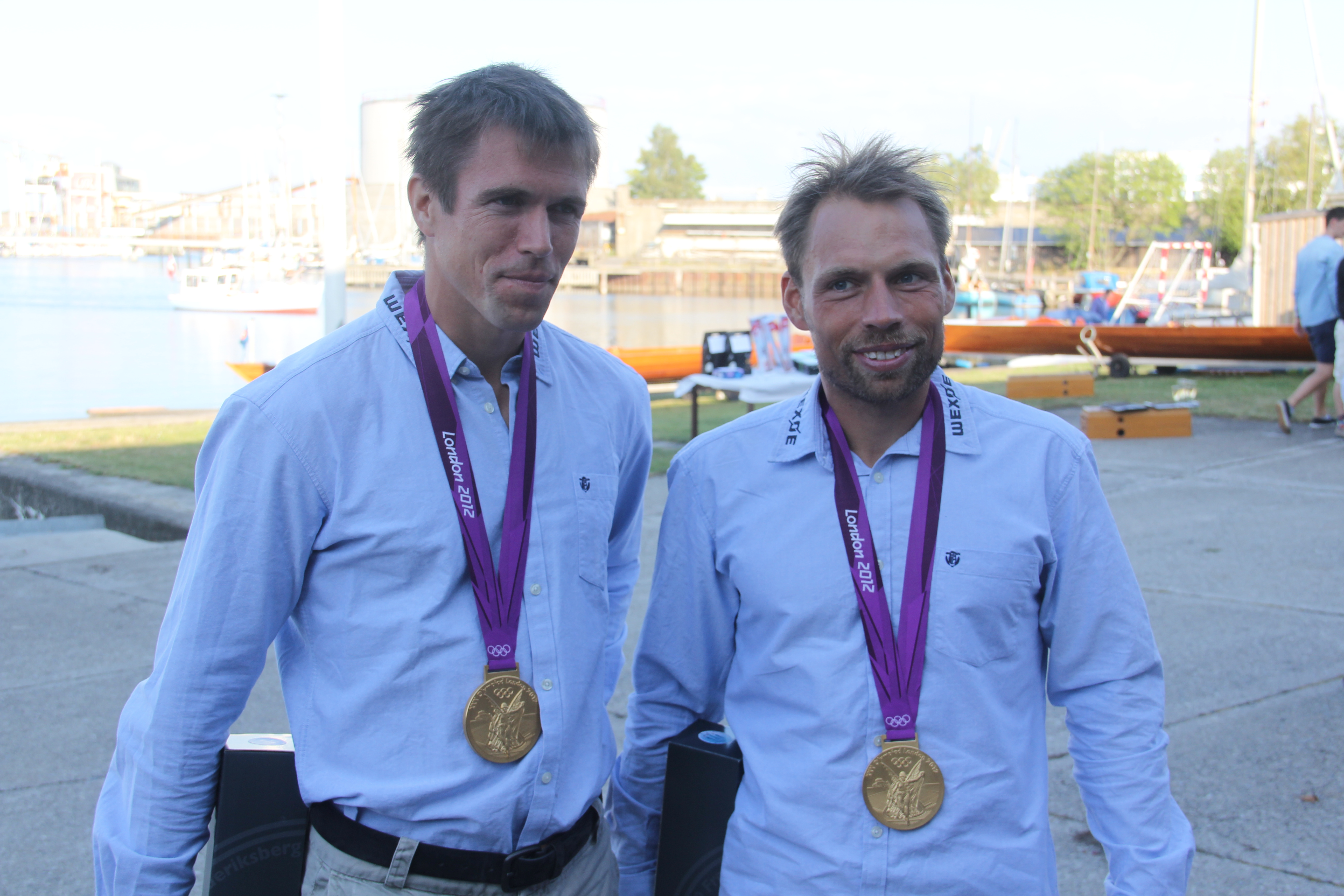
Die siegreichen Dänen

| Platz | Land | Sportler                                 | Zeit (min)  |
| ----- | ---- | ---------------------------------------- | ----------- |
| 1     | DEN  | Mads Rasmussen Rasmus Quist              | 6:37,17     |
| 2     | GBR  | Zac Purchase Mark Hunter                 | 6:37,78     |
| 3     | NZL  | Storm Uru Peter Taylor                   | 6:40,86     |
| 4     | FRA  | Stany Delayre Jérémie Azou               | 6:42,69     |
| 5     | POR  | Pedro Fraga Nuno Mendes                  | 6:44,80     |
| 6     | GER  | Linus Lichtschlag Lars Hartig            | 6:49,07     |
| 7     | ITA  | Pietro Ruta Elia Luini                   | 6:29,92 (B) |
| 8     | GRE  | Eleftherios Konsolas Panagiotis Magdanis | 6:31,71 (B) |

Finale: 4. August 2012, 9:40 Uhr

#### Leichtgewichts-Vierer ohne Steuermann
| Platz | Land | Sportler                                                       | Zeit (min)  |
| ----- | ---- | -------------------------------------------------------------- | ----------- |
| 1     | RSA  | James Thompson Matthew Brittain John Smith Lawrence Ndlovu     | 6:02,84     |
| 2     | GBR  | Peter Chambers Rob Williams Richard Chambers Chris Bartley     | 6:03,09     |
| 3     | DEN  | Kasper Winther Morten Jørgensen Jacob Barsøe Eskild Ebbesen    | 6:03,16     |
| 4     | AUS  | Anthony Edwards Samuel Beltz Benjamin Cureton Todd Skipworth   | 6:04,05     |
| 5     | SUI  | Simon Schürch Lucas Tramèr Simon Niepmann Mario Gyr            | 6:09,30     |
| 6     | NED  | Roeland Lievens Timothee Heijbrock Vincent Muda Tycho Muda     | 6:11,39     |
| 7     | FRA  | Thomas Baroukh Franck Solforosi Nicolas Moutton Fabrice Moreau | 6:08,37 (B) |
| 8     | USA  | Anthony Fahden William Newell Nick La Cava Robin Prendes       | 6:09,23 (B) |

Finale: 2. August 2012, 10:00 Uhr

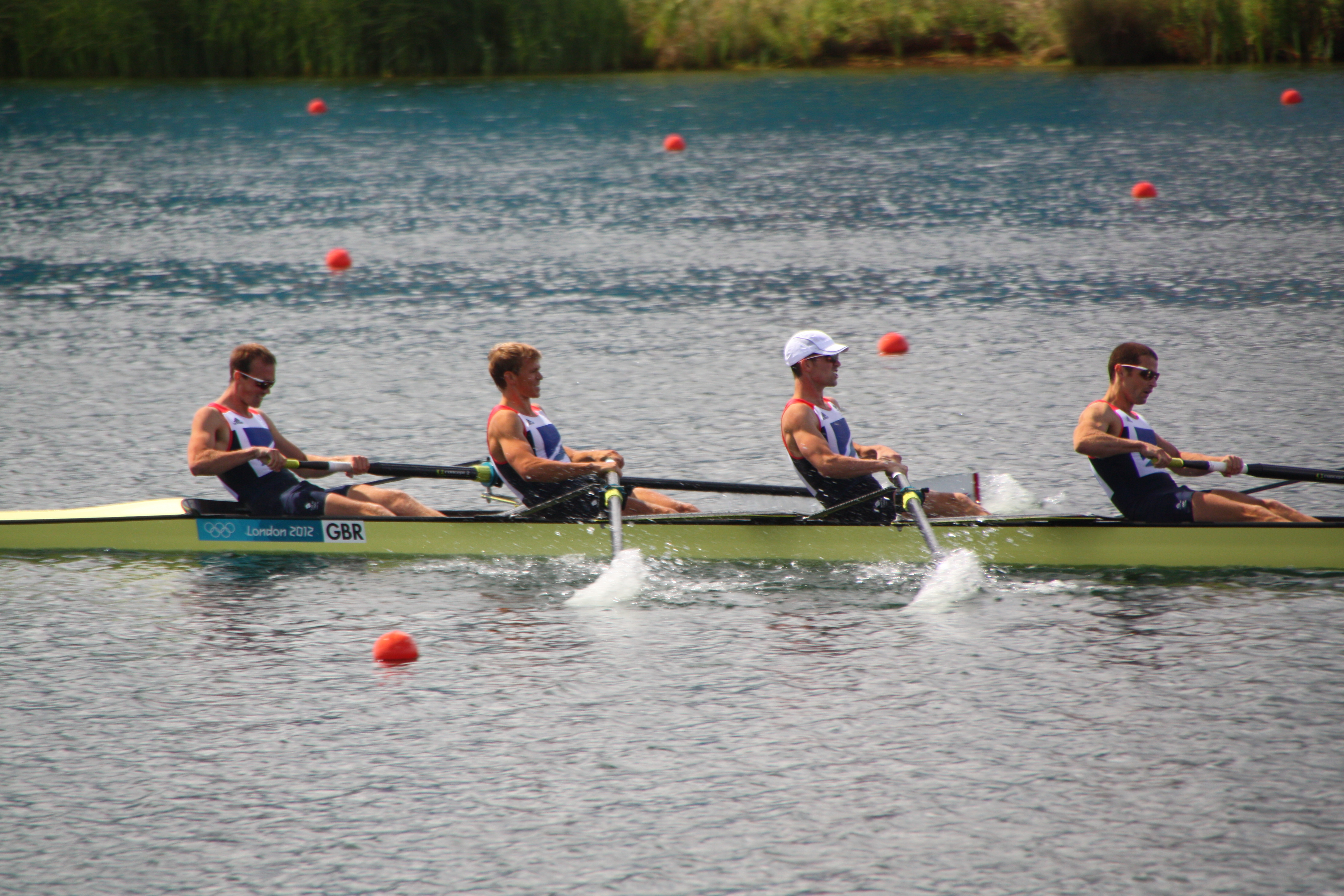
Der Vierer Großbritanniens

Die deutsche Mannschaft mit Bastian Seibt, Lars Wichert, Jochen Kühner und Martin Kühner erreichte Platz 9.

### Frauen

#### Einer
| Platz | Land | Sportlerin         | Zeit (min)  |
| ----- | ---- | ------------------ | ----------- |
| 1     | CZE  | Miroslava Knapková | 7:54,37     |
| 2     | DEN  | Fie Udby Erichsen  | 7:57,72     |
| 3     | AUS  | Kim Crow           | 7:58,04     |
| 4     | NZL  | Emma Twigg         | 8:01,76     |
| 5     | BLR  | Kazjaryna Karsten  | 8:02,86     |
| 6     | CHN  | Zhang Xiuyun       | 8:03,10     |
| 7     | USA  | Genevra Stone      | 7:45,24 (B) |
| 8     | LTU  | Donata Vištartaitė | 7:47,94 (B) |

Finale: 4. August 2012, 9:30 Uhr

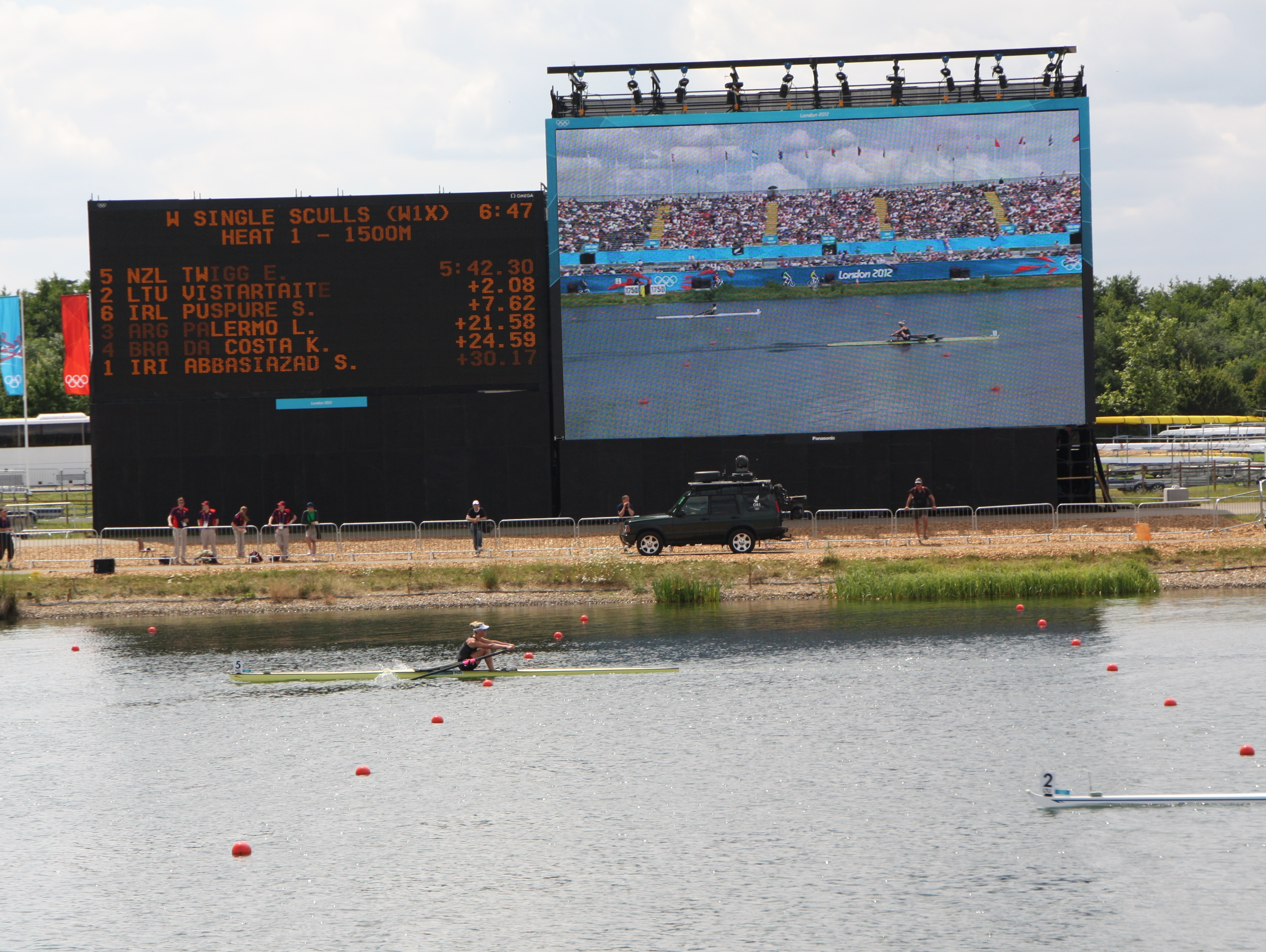
Die Neuseeländerin im Vorlauf

Die deutsche Starterin Marie-Louise Dräger erreichte Platz 11 mit einer Zeit von 8:11,71.

#### Zweier ohne Steuerfrau
| Platz | Land | Sportlerinnen                      | Zeit (min)  |
| ----- | ---- | ---------------------------------- | ----------- |
| 1     | GBR  | Helen Glover Heather Stanning      | 7:27,13     |
| 2     | AUS  | Kate Hornsey Sarah Tait            | 7:29,86     |
| 3     | NZL  | Juliette Haigh Rebecca Scown       | 7:30,19     |
| 4     | USA  | Sarah Zelenka Sara Hendershot      | 7:30,39     |
| 5     | ROU  | Georgeta Andrunache Viorica Susanu | 7:37,67     |
| 6     | GER  | Kerstin Hartmann Marlene Sinnig    | 7:42,06     |
| 7     | CHN  | Yage Zhang Yulan Gao               | 7:55,18 (B) |
| 8     | RSA  | Naydene Smith Lee-Ann Persse       | 7:56,40 (B) |

Finale: 1. August 2012, 10:10 Uhr

#### Doppelzweier
| Platz | Land | Sportlerinnen                       | Zeit (min)  |
| ----- | ---- | ----------------------------------- | ----------- |
| 1     | GBR  | Katherine Grainger Anna Watkins     | 6:55,82     |
| 2     | AUS  | Kim Crow Brooke Pratley             | 6:58,55     |
| 3     | POL  | Magdalena Fularczyk Julia Michalska | 7:07,92     |
| 4     | CHN  | Wang Min Zhu Weiwei                 | 7:08,92     |
| 5     | NZL  | Fiona Paterson Anna Reymer          | 7:09,82     |
| 6     | USA  | Sarah Trowbridge Margot Shumway     | 7:10,54     |
| 7     | CZE  | Lenka Antošová Jitka Antošová       | 7:24,93 (B) |
| 8     | NED  | Inge Janssen Elisabeth Hogerwerf    | 7:29,57 (B) |

Finale: 3. August 2012, 10:30 Uhr
Die deutschen Starterinnen Tina Manker und Stephanie Schiller erreichten Platz 9 mit einer Zeit von 7:33,32.

#### Doppelvierer
| Platz | Land | Sportlerinnen                                                                 | Zeit (min)  |
| ----- | ---- | ----------------------------------------------------------------------------- | ----------- |
| 1     | UKR  | Kateryna Tarassenko Natalija Dowhodko Anastassija Koschenkowa Jana Dementjewa | 6:35,93     |
| 2     | GER  | Julia Richter Carina Bär Annekatrin Thiele Britta Oppelt                      | 6:38,09     |
| 3     | USA  | Megan Kalmoe Natalie Dell Adrienne Martelli Kara Kohler                       | 6:40,63     |
| 4     | AUS  | Amy Clay Dana Faletic Pauline Frasca Kerry Hore                               | 6:41,67     |
| 5     | CHN  | Jin Ziwei Tang Bin Tian Liang Zhang Yangyang                                  | 6:44,19     |
| 6     | GBR  | Debbie Flood Frances Houghton Beth Rodford Melanie Wilson                     | 6:51,54     |
| 7     | NZL  | Sarah Gray Louise Trappitt Fiona Bourke Eve Macfarlane                        | 6:56,46 (B) |
| 8     | POL  | Kamila Soćko Joanna Leszczyńska Sylwia Lewandowska Natalia Madaj              | 6:57,20 (B) |

Finale: 1. August 2012, 10:20 Uhr

#### Achter
| Platz | Land | Sportlerinnen | Zeit (min) |
| ----- | ---- | --- | ---------- |
| 1     | USA  | Erin Cafaro Zsuzsanna Francia Esther Lofgren Taylor Ritzel Meghan Musnicki Eleanor Logan Caroline Lind Caryn Davies Mary Whipple (Stf.)                               | 6:10,59    |
| 2     | CAN  | Janine Hanson Rachelle Viinberg Krista Guloien Lauren Wilkinson Natalie Mastracci Ashley Brzozowicz Darcy Marquardt Andréanne Morin Lesley Thompson-Willie (Stf.)     | 6:12,06    |
| 3     | NED  | Jacobine Veenhoven Nienke Kingma Chantal Achterberg Sytske de Groot Roline Repelaer van Driel Claudia Belderbos Carline Bouw Annemiek de Haan Anne Schellekens (Stf.) | 6:13,12    |
| 4     | ROU  | Roxana Cogianu Nicoleta Albu Cristina Grigoraș Irina Dorneanu Camelia Lupașcu Enikő Mironcic Adelina Cojocariu Ioana Rotaru Talida-Teodora Gîdoiu (Stf.)              | 6:17,64    |
| 5     | GBR  | Olivia Whitlam Louisa Reeve Jessica Eddie Lindsey Maguire Natasha Page Annabel Vernon Catherine Greves Victoria Thornley Caroline O’Connor (Stf.)                     | 6:18,77    |
| 6     | AUS  | Hannah Vermeersch Renee Chatterton Robyn Selby Smith Sarah Cook Tess Gerrand Alexandra Hagan Sally Kehoe Phoebe Stanley Elizabeth Patrick (Stf.)                      | 6:18,86    |

Finale: 2. August 2012, 12:30 Uhr
Der deutsche Frauenachter mit Ronja Schütte, Julia Lepke, Daniela Schultze, Kathrin Thiem, Ulrike Sennewald, Nadja Drygalla, Kathrin Marchand, Constanze Siering und Stf. Laura Schwensen erreichte als letztes Boot des Hoffnungslaufes als einzige Mannschaft nicht das Finale.

#### Leichtgewichts-Doppelzweier
| Platz | Land | Sportlerinnen                           | Zeit (min)  |
| ----- | ---- | --------------------------------------- | ----------- |
| 1     | GBR  | Katherine Copeland Sophie Hosking       | 7:09,30     |
| 2     | CHN  | Xu Dongxiang Huang Wenyi                | 7:11,93     |
| 3     | GRE  | Christina Giazitzidou Alexandra Tsiavou | 7:12,09     |
| 4     | DEN  | Anne Lolk Thomsen Juliane Rasmussen     | 7:15,53     |
| 5     | AUS  | Bronwen Watson Hannah Every-Hall        | 7:20,68     |
| 6     | GER  | Lena Müller Anja Noske                  | 7:22,18     |
| 7     | CAN  | Lindsay Jennerich Patricia Obee         | 7:17,24 (B) |
| 8     | NED  | Rianne Sigmond Maaike Head              | 7:20,36 (B) |

Finale: 4. August 2012, 10:00 Uhr

## Medaillenspiegel
| Platz | Land                | Gold | Silber | Bronze | Gesamt |
| ----- | ------------------- | ---- | ------ | ------ | ------ |
| 01    | Großbritannien      | 4    | 2      | 3      | 9      |
| 02    | Neuseeland          | 3    | –      | 2      | 5      |
| 03    | Deutschland         | 2    | 1      | –      | 3      |
| 04    | Dänemark            | 1    | 1      | 1      | 3      |
| 05    | Tschechien          | 1    | 1      | –      | 2      |
| 06    | Vereinigte Staaten  | 1    | –      | 2      | 3      |
| 07    | Südafrika           | 1    | –      | –      | 1      |
| 07    | Ukraine             | 1    | –      | –      | 1      |
| 09    | Australien          | –    | 3      | 2      | 5      |
| 10    | Kanada              | –    | 2      | –      | 2      |
| 11    | Volksrepublik China | –    | 1      | –      | 1      |
| 11    | Frankreich          | –    | 1      | –      | 1      |
| 11    | Italien             | –    | 1      | –      | 1      |
| 11    | Kroatien            | –    | 1      | –      | 1      |
| 15    | Griechenland        | –    | –      | 1      | 1      |
| 15    | Niederlande         | –    | –      | 1      | 1      |
| 15    | Polen               | –    | –      | 1      | 1      |
| 15    | Slowenien           | –    | –      | 1      | 1      |
| Summe | Summe               | 14   | 14     | 14     | 42     |